# 東アジア史
東アジア史（ひがしアジアし）は東アジアの歴史である。
中国にて早期に文明が生まれ、やがてその影響は冊封体制の中で日本、朝鮮、ベトナムといった周辺国に広がっていった。近代に入ると欧米列強の進出を受け、中国を中心とした冊封体制は崩壊する。近代化に成功した日本は唯一列強に伍して欧米諸国と覇権を競ったが第二次世界大戦で敗戦、大戦後はそれぞれ独立し今日に至る。

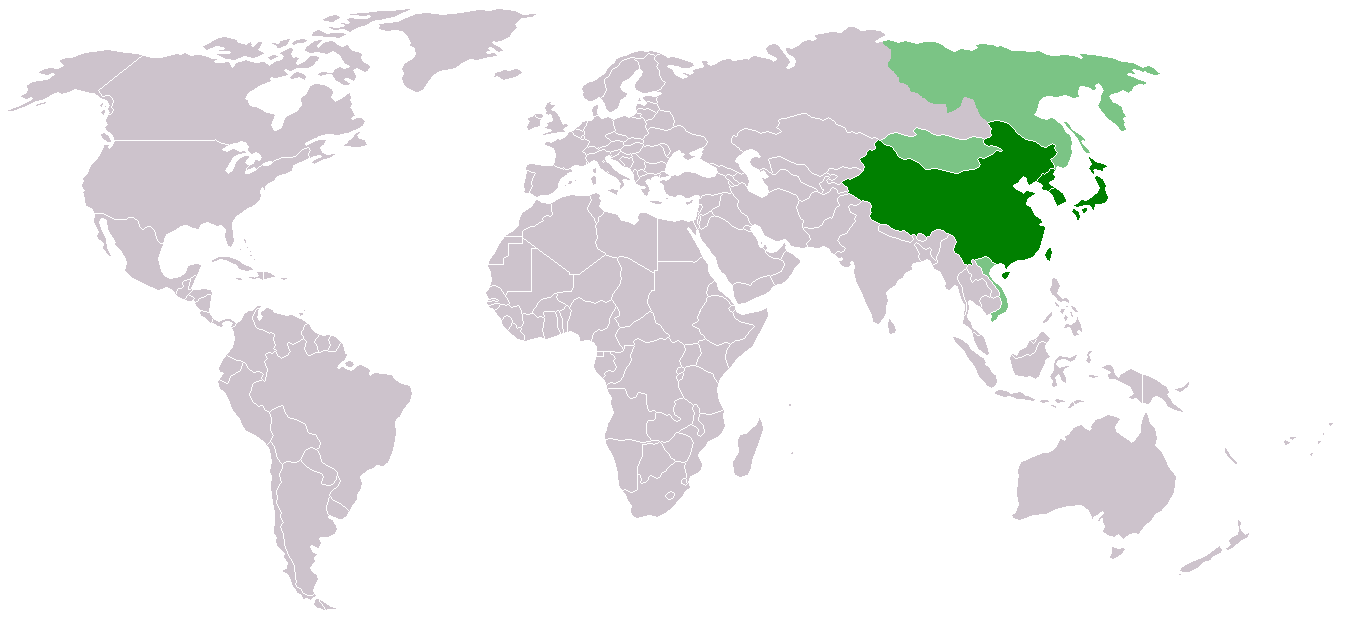
東アジア

## 先史時代
東アジア人の祖先は出アフリカ後、中央アジアを経由した北ルートでやってきた集団である。

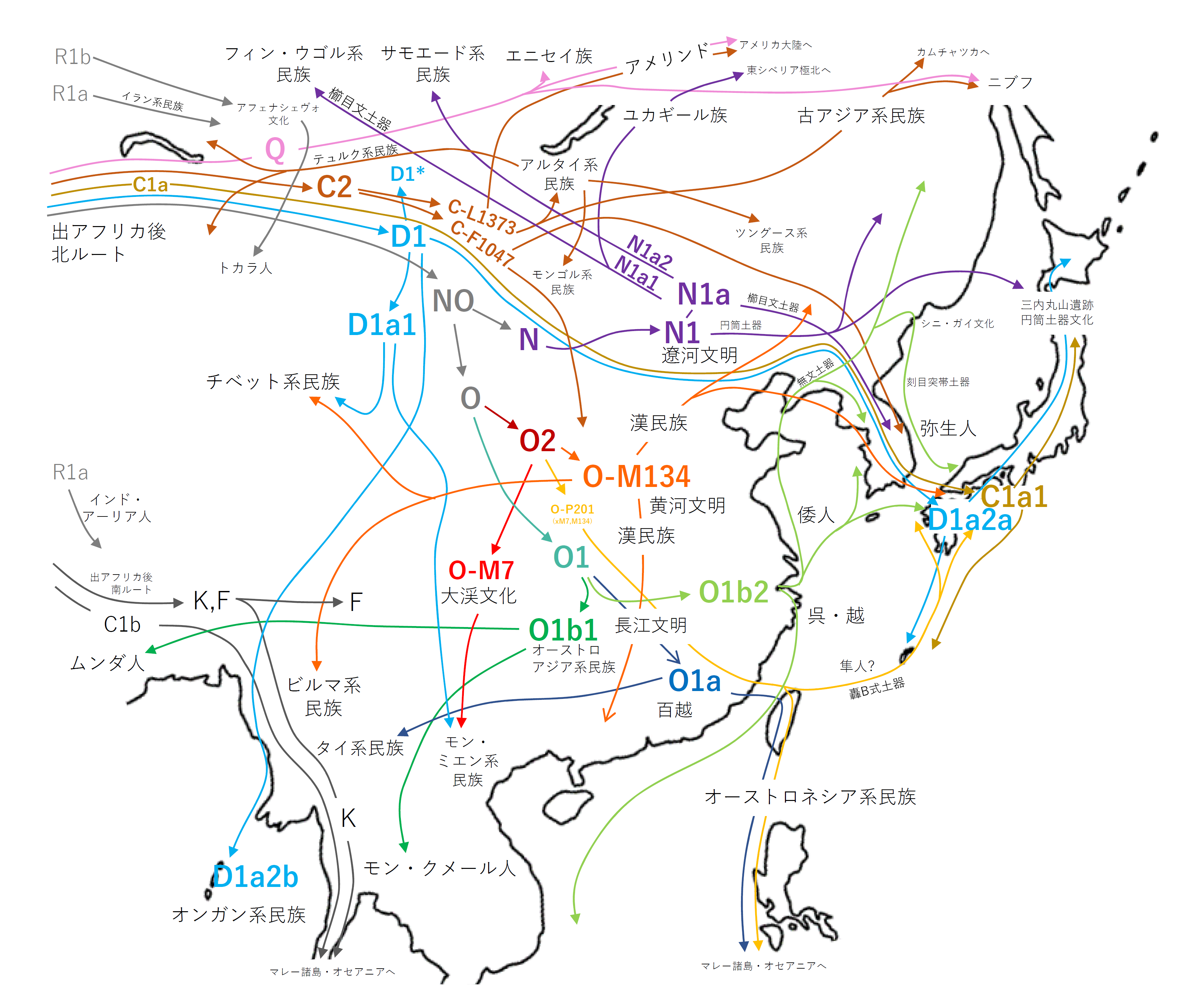
Y染色体ハプログループと東アジアの民族移動

東アジアでは、中国東北部で遼河文明、黄河流域で黄河文明、長江流域で長江文明が栄えた。また日本では縄文文化が興った。遼河文明の担い手はハプログループN (Y染色体)、黄河文明の担い手はハプログループO2 (Y染色体)、長江文明の担い手はハプログループO1 (Y染色体)、縄文文化の担い手はハプログループD1a2a (Y染色体)であったと想定される。

## 古代

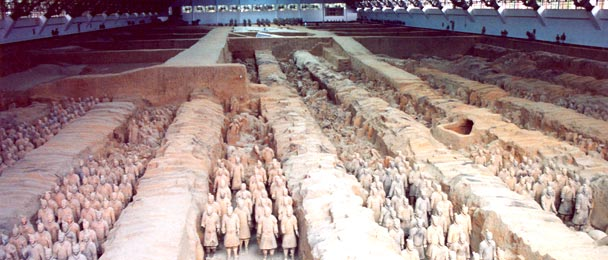
始皇帝陵兵馬俑

紀元前2070年頃に中国で最初の王朝とされる夏が建国されたと言われている。その後紀元前1600年頃には夏を倒して殷が建国され、漢字と青銅器を用い始める。その殷も紀元前1046年頃には倒され、周が建国される。だが周が衰え春秋戦国時代の動乱の世となり、その中で儒教を始めとする諸子百家を生み、また鉄器を用いるようになる。紀元前221年に秦の始皇帝が中国を統一すると、始皇帝は匈奴や北ベトナムに侵攻し更に版図を広げた。早くに文明を生んだ中国と始皇帝に始まる皇帝は、以後近代に至るまで東アジア史において主要な役割を担う事となる。
秦滅亡後の紀元前206年に建国された漢は、当初周辺を支配する国力を持たず、北ベトナムを支配した漢人を冊封し王として認め、南越国が建国される。半世紀を経て国力を蓄えた漢の武帝は全盛期を迎えた。長年の宿敵匈奴を大破したうえ南越国と衛氏朝鮮を滅ぼし、朝鮮に楽浪郡を置き支配した。この時代日本は倭と呼ばれており、百余の国があったとされ中国との交流もあったことが漢書に記されている。
この後も前漢は力を保ったまま時代は進んだが、紀元前1世紀の終わりごろになると徐々に臣下が権威を握り、最終的に漢の幼帝から帝位が簒奪され漢が滅び新が成立する。この時期、支配力の衰えた朝鮮半島から満州地域にかけて高句麗や扶余が台頭した。
漢に変わり新が大陸を支配したが、この変革は失敗し、再び漢(後漢)が立てられた。後漢時代に技術革新が進み、中国は再び勢力を盛り返し、高句麗や扶余から再び朝貢を受けるようになった。また、この時期には倭も朝貢を行っていた。しかし、この後漢も徐々に皇帝の外戚や宦官が権威を持つようになり、漢は衰退の道へ向かい、中国は再び戦乱の時代を迎えた。
紀元後184年ごろ、中国は群雄割拠の時代に入り、最終的に220年に後漢が滅亡。この後に中国では魏 (三国)・呉 (三国)・蜀の三国時代に入り、各国が激しい戦いを繰り広げた。中でも魏が勢力を強め、高句麗に対して攻撃を行い、246年に高句麗の首都を攻略した。239年に、倭国大乱を終えた邪馬台国の卑弥呼が魏に朝貢を行っている。
三国時代はおおよそ60年続き、どの国にも国力の疲弊をもたらした。魏は一時は漢の皇帝から帝位を奪い取るなどの活躍を見せるも、その後の戦いで国力をすり減らし、魏皇帝は臣下の一族に帝位を禅譲を余儀なくされた。280年に魏から帝位を取って成立した西晋が中国を統一する。しかし、この王朝も短命に終わり、中国は五胡十六国時代、南北朝時代とさらに約三百年に渡り戦乱の時代が続いた。この間に朝鮮では高句麗が楽浪郡を滅ぼし、4世紀頃に高句麗、新羅、百済による三国時代に入り、こちらも激しく争い合う時代になった。また、この時期の事象を書いた新羅本記によると393年ごろ、倭人が王城を包囲したとあり、広開土王碑によると400年に倭軍にあふれる新羅王都に救援兵を送ったと書かれており倭人が朝鮮半島南部への進出が伺われる。この時代、倭は百済と結ぶようになり、倭に多くの大陸文化が流入した。5世紀に倭の五王は東晋や宋に朝貢を行っており、宋書によると宋から「使持節都督・新羅・任那・秦韓・慕韓六国諸軍事安東大将軍倭国王」の号を与えてもらっている。

## 中世

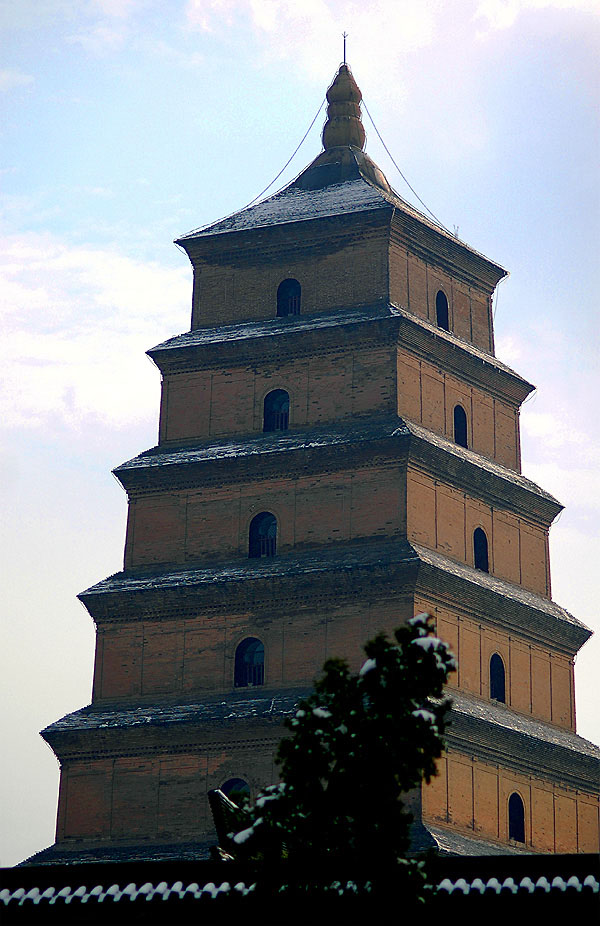
唐長安大雁塔

581年に隋が中国大陸を統一した。隋の文帝は律令制を整備し科挙を始めた。このころ、倭国の聖徳太子は隋に対し、対等の関係を示す国書を送っている。隋は短期間の統一で滅び618年に唐が建国されると、唐は太宗の治世により国力を強め、630年に突厥を破り644年に西域の高昌国を支配下に置いた。唐は更に高句麗の制圧を目指して新羅と同盟（唐・新羅の同盟）を結んだ。これに対し、倭国と百済は同盟をするが、660年に百済が滅んだ。倭国は百済復興を目指して挙兵し、663年に白村江の戦いが起こるが、唐・新羅連合軍に対し倭国は敗北した。668年、唐は高句麗を滅ぼし、平壌に都護府を置いた。高句麗遺民の一部は北東方面に落ち延び、新たに渤海を建国した。
唐と新羅は660年に連合軍を結成した時に、高句麗の都平壌以南を新羅領、以北を唐領とすることを約束していたが、唐が一方的に約束を反故にして百済、高句麗の故地に唐の機関を置き、新羅の支配まで図ろうとした。そのため新羅は670年に半島内の唐軍に攻撃を掛けた（唐・新羅戦争）。この時期に西蔵など国外の多方面との争いがあった唐軍は朝鮮半島を放棄し、新羅は676年にこれを駆逐して朝鮮半島を統一した。
8世紀に入ると唐は安定した時代になった。広い領域を版図とした唐の首都である長安には、シルクロードを通じて西域、インド、中東の文物が運ばれ、新羅、倭国、渤海は遣唐使を通じて、それらの文物や中国の制度、文化、技術を自国に取り入れた。
特に倭国では白村江の戦いの後に急速に律令制の導入が進み、九州での防衛体制を強化した。また、倭国は701年に国号を日本に変更、この後日本は徐々に本州東北方面に勢力を伸ばていった。
10世紀初頭に唐、新羅、渤海は次々と滅ぶ。朝鮮は後三国時代を経て936年に高麗が統一し、渤海の故地には契丹が進出、中国は五代十国時代を経て960年に北宋が中国を統一した。日本はこれらの国と国交を持たなかったものの、中国から来航する海商により唐物がもたらされ、貴族の間で珍重された。その一方で国風文化が発達する。
北宋は高麗や大理国から朝貢を受け、科挙制度を充実させるなど文治主義を重んじ経済を発展させ、水墨画、山水画、磁器などを生んだ。しかし1004年に北方から契丹の遼に攻められ、歳貢を課せられる。1125年に女真の金と同盟し遼を滅ぼすが、1126年に靖康の変で金に攻められ華北を失い南宋となる。南宋と日本の間では平清盛などにより日宋貿易が行われた。この時代、日本では貴族の摂関政治や武士の台頭によって天皇家から徐々に政治の実権が奪われ、天皇家には威光のみを持たせるようになった。1192年に鎌倉幕府が成立し、武士が軍事権と警察権を掌握する武家政権の時代となった。
13世紀初頭にモンゴル高原においてモンゴル帝国が起こり、周辺を次々と侵攻し始める。1211年に金の版図である華北を支配し、1234年に南宋と同盟して金を滅ぼし、1259年に高麗を服属させた。1271年にモンゴル帝国の東部領は国号を元とした。さらに元は高麗を服属させ1274年と1281年に蒙古襲来(元寇)と呼ばれる日本侵攻を2度行った。しかし、2度とも沿岸地域で激しく抵抗され、台風によって壊滅的打撃を受け撤退している。幕府は、戦時体制の構築や、元の再度の襲来への警戒を通じて、自らの権力を九州など西日本に拡大させた。しかし、得宗による専制や、土地争論や皇位継承問題(両統迭立)に対する稚拙な対応を理由にして、鎌倉幕府は諸階層の信頼を失っていった。元は1279年に南宋を滅ぼし、中国大陸を再び統一した。
ユーラシア大陸を広く支配したモンゴル帝国の下では東西の交易が盛んとなり、元の首都である大都には欧州や中近東から多くの商人が訪れる。この中の一人であるイタリアのマルコ・ポーロの体験は東方見聞録として出版され、欧州の人々の興味を呼んだ。

## 近世

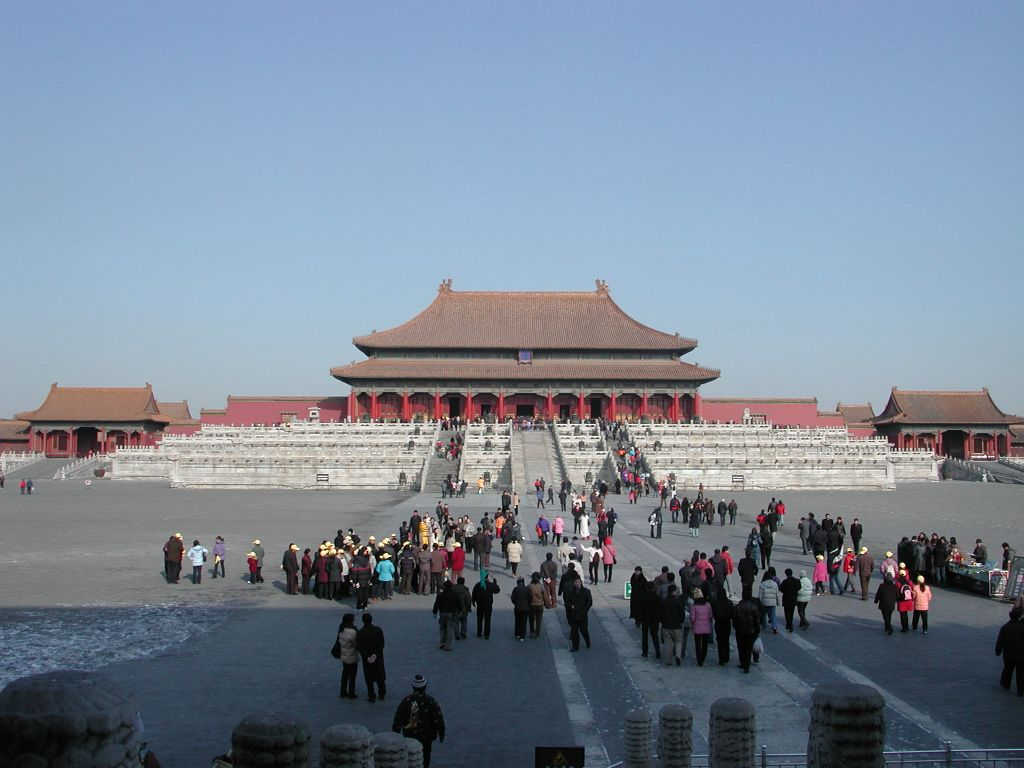
北京紫禁城

元末の13世紀頃から倭寇が朝鮮や中国沿岸で海賊(防衛・復讐)行為を始める。元は広大な国土を保ちきれず、内乱が起こり、倭寇によって疲弊した。そうした中で1368年に明は元をモンゴル高原へと追いやった。明は、1372年から海禁し私貿易を禁じた。朝鮮では13世紀半ばから中国での内乱に巻き込まれ、倭寇の損害を受け、国内では王と将軍の齟齬が生まれた。1392年に朝鮮王朝がクーデターによって建国され高麗に代わり明から冊封を受けることを許された。朝鮮は倭寇への対策から日本との私貿易を倭館に限定した。1419年に応永の外寇で倭寇取締を目的とし対馬国に攻め入ったが対馬宗氏によって撃退されている。反対に1510年に、朝鮮による貿易統制に反発した在留日本人とそれに加勢した対馬の宗氏の救援軍による三浦の乱が起きた。1300年代の初め、日本では鎌倉幕府が実権を失い、1338年に足利氏によって室町幕府が成立した。この時代、日本では室町文化が花開いた。

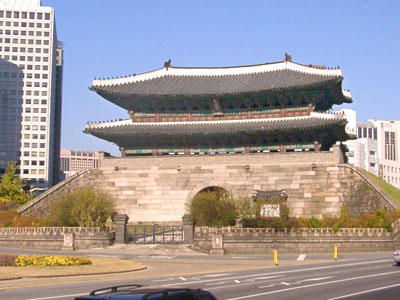
ソウル崇礼門

明は永楽帝の代に南京から北京に遷都し、1401年に日本に対して倭寇の取締を要求すると共に、室町幕府の足利義満を日本国王に封じ日明貿易を始める。1405年に鄭和の大船団を南海に発し多くの朝貢国を得た。この船団はアフリカの東岸にまで達しており、欧州の大航海時代に70年ほど先んじるものであった。一方このころの日本では室町幕府が内部での家督争いや、皇室の南北分裂などから徐々に力を失い応仁の乱を経て戦国時代が始まりを告げる。16世紀半ばに織田信長が京に上洛し、足利氏を京から追放すると、安土桃山時代となった。
15世紀半ばから始まった大航海時代によって、欧州商人が東アジアの交易圏に侵入するようになり、マカオやマラッカに拠点を築いて交易をおこなった。欧州商人は胡椒や陶磁器など多数の東アジア産品を欧州に運び、その引き換えにアメリカ大陸で産出された大量の銀をガレオン船によってアジアに運び、中国にはメキシコ銀や日本銀が大量に流入するようになった。こうして、東アジアは「商業の時代」を迎えることになる。

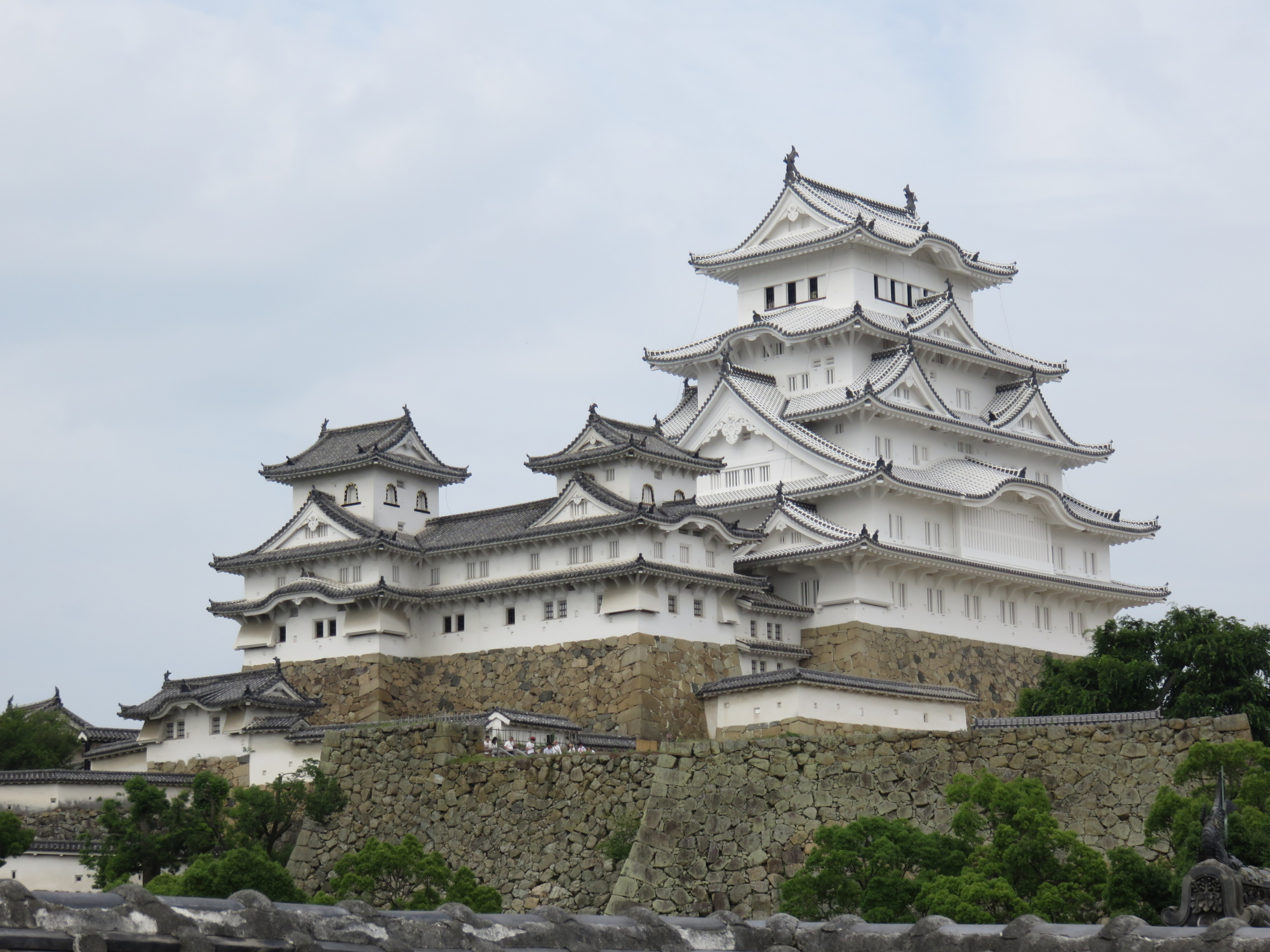
日本国の姫路城

1592年、日本を統一した豊臣秀吉は一度目は明征服を、二度目は朝鮮王朝の南部の占領を名目に、朝鮮に出兵した（日本名：文禄・慶長の役、韓国名：壬辰・丁酉倭乱）。文禄の役の初期に日本軍が勝利を収めたものの、明の援軍によってそれ以上の侵攻は抑えられた。文禄・慶長年間に日本の軍は防衛体制を築き、慶長の役が始まるが豊臣秀吉の死により、日本軍は継戦の意義を失い退却したため戦争は終結した。この戦いの時期において豊臣政権では内部対立が生じ、関ヶ原の戦い及び大坂の陣を経て徳川家が政権を握り江戸幕府を開くに至った。江戸幕府は統一権力として、外交・貿易に関する権限を独占し、四つの口(長崎・・・中国・オランダ、対馬・・・朝鮮、薩摩・・・琉球、松前・・・アイヌモシリ)を通じて貿易・外交を管理・統制した。この体制は、19世紀に「鎖国」と呼ばれるようになる。文禄・慶長の役によって戦場と化した朝鮮半島は国内に壊滅的な損害が生じ、明はこの戦いに多くの支出を行ったために力を失っていくことになった。
1636年、満州の後金が清に国号を改める。同年に清は朝鮮に対し朝貢を求め、拒まれると丙子の役で侵攻し服従させた。1644年に明が滅びると北京に入り中国の支配を始める。1683年に明の復興を目指し台湾で抵抗する鄭氏政権を滅ぼした。1757年からは、ヨーロッパ諸国との貿易港を広州に限定した広東システムに基づく貿易を行う。1804年にベトナムの阮朝を越南国王に封じた。
この間に西欧諸国は大航海時代や産業革命を経て国力を強め、南アジアなどの植民地化を進めていた。

### 近現代
19世紀、帝国主義列強はアフリカやアジアの植民地の拡大を競っており、清国、朝鮮、日本は、ヨーロッパ列強、ロシア帝国、アメリカ合衆国から開国を迫られるようになった。19世紀初め、清国ではイギリスから密輸されるアヘンが問題となっており、1840年、清国のアヘン貿易取締りに反発したイギリス政府は清に宣戦布告した (アヘン戦争)。清国に勝利したイギリスは、賠償金と香港割譲、上海などの開港を要求し、1842年の南京条約で、沿海の都市のいくつかを租界として取り上げ、香港を割譲させた。1843年に虎門寨追加条約という不平等条約が締結され (アメリカ合衆国と望厦条約、フランスと黄埔条約)、1857年からのアロー戦争でも清国が敗れた。その後、太平天国の乱などが起き、1860年代から洋務運動による近代化が図られた。また、ロシア帝国に沿海州を割譲した。租界や割譲地は西欧列強のアジア活動の基地にされた。欧米諸国の圧倒的優位を認識した清国は、洋務運動でその技術を取り入れ始めた。しかし、この改革は守旧派との対立もありはかばかしく進まなくなった。
清国の敗北と半植民地化という情報は、日本でも衝撃をもって迎えられた。西欧列強の進出は、「鎖国」を「祖法」として固守していた日本にも及んだ。1853年にアメリカ合衆国艦隊が開国を求めて来航し、日米和親条約、日米修好通商条約が結ばれた。攘夷が叫ばれる中で条約を結んだ江戸幕府は求心力を失い、1867年の王政復古により武家政権が終わった。その後、日本は明治維新により富国強兵や文明開化を進め、諸外国からの通商要求を拒否し続けていた李氏朝鮮に対し、1875年の江華島事件を経て翌年の日朝修好条規で開国させた。
日本はペリー来航や明治維新を経て近代化に成功し軍国大国となったが、第二次大戦で敗北した。自力で近代化できなかった韓国は日本に併合された。清国は日清戦争で日本に敗れたあと列強による領土の祖借地化が進み、日露戦争後、満洲族の支配から脱したが、自力で近代化できないまま辛亥革命を経て滅んだ。

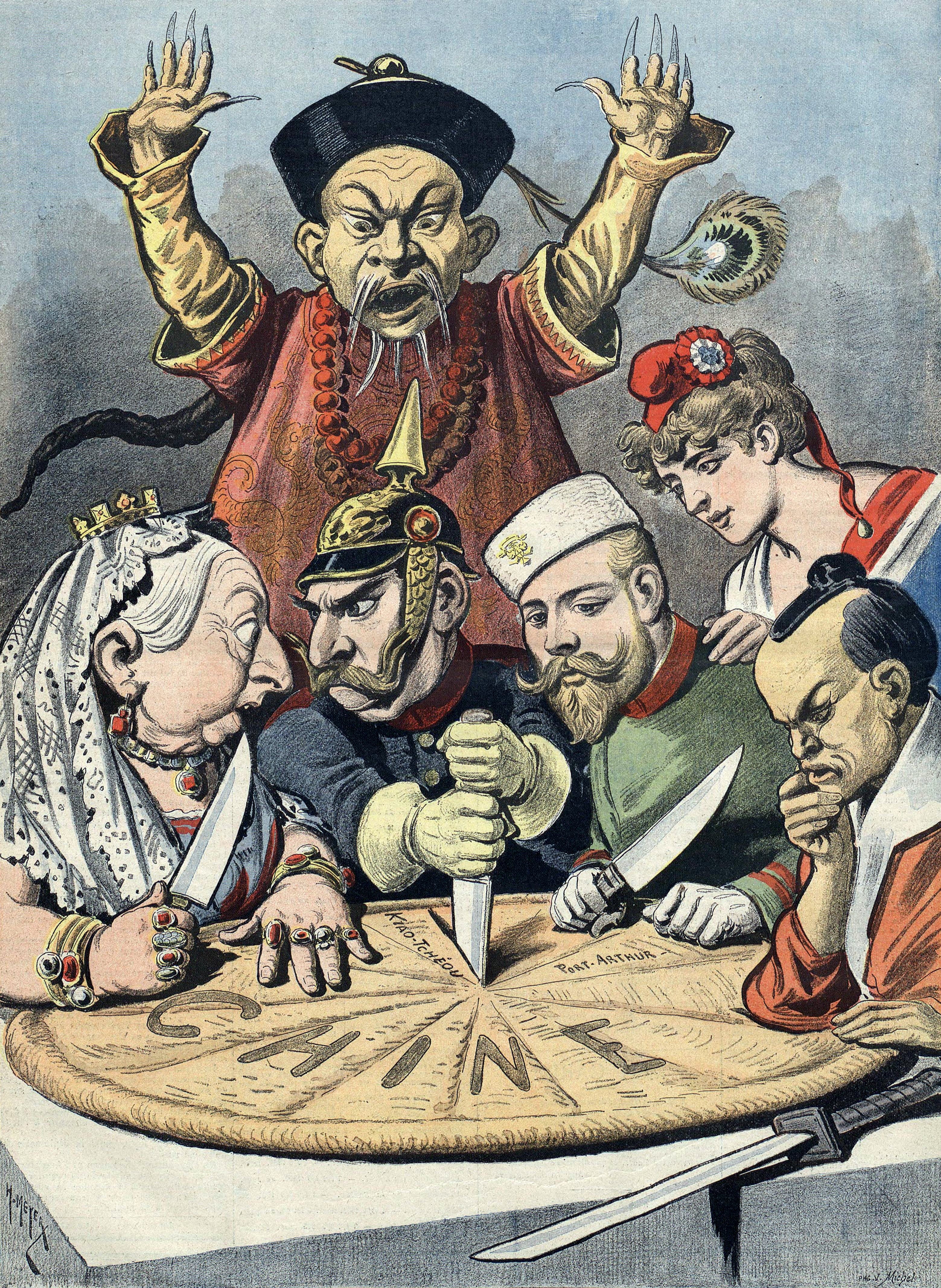
清と列強の風刺画

清国は阮朝への侵略を強めるフランスと1884年に清仏戦争で争い敗れ、ベトナムは仏領インドシナとなった。また、朝鮮を巡る日清の対立が高まり、1894年に日清戦争で戦い敗れた。清国は下関条約で朝鮮の独立を認め、遼東半島や台湾などを日本へ割譲するが、遼東半島は日本に対する欧州の三国干渉により還付された。その後、ロシア帝国、イギリス、ドイツ帝国、大日本帝国、フランスなどの列強は次々と清国の領土を租借した。

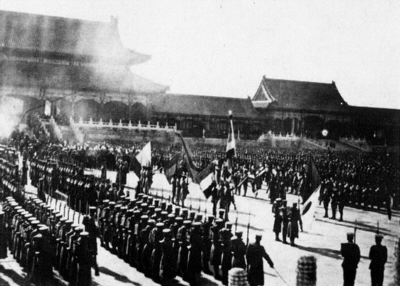
紫禁城を占拠する列強

1899年に扶清滅洋を掲げる義和団の乱が発生した。翌年に清国は列強に対し宣戦布告を行うが敗れ、北京議定書により莫大な賠償金などを課せられた。またロシア帝国は満州への軍駐留を続け朝鮮半島への影響を強める。大日本帝国は急速に戦力を整え、1902年に日英同盟を結び、1904年の日露戦争でロシア帝国を破った。その後、1910年に日韓併合条約で韓国を併合する。清国は1911年の辛亥革命を経て翌年に滅ぶ。中国大陸では中華民国が建てられるが軍閥による内戦状態へと陥った。この内戦状態の中で、中華民国は徐々に欧米列強の影響を強く受けるようになっていった。
1914年に第一次世界大戦が勃発した。この機に乗じ、大日本帝国は極東地域のドイツ租界や島嶼地域を占領した。また、日本は中華民国に対華21ヶ条要求を行い、欧米に先んじていち早く中華民国への影響を拡大させようとした。しかし、ドイツ租界は戦争後に欧州の干渉によって中華民国にもどされ、日本の21ヶ条要求は他国から非難された。日本はロシア内戦の干渉戦争においてシベリア出兵を行った。
大正時代の大日本帝国では民主主義的思想が流行し、1925年に普通選挙が実施された。大正初期には戦争で好景気（大戦景気）を享受したが、関東大震災で、甚大な人的・経済的損害を受けた。その後の経済の建て直しが難航し昭和金融恐慌が、1929年に世界金融恐慌が起こり、壊滅的な打撃を受けた。この状況下で軍国主義へと舵を切っていった。中華民国では、蔣介石が北伐を成功させ、満州にも勢力を伸ばそうとしていた。日本はこれに対抗し「満州は日本の生命線」と主張し、大陸へ深くかかわることになった。
大日本帝国は1931年の満州事変を経て1932年に満州国を建国した。1936年に二・二六事件が起こり、政府は軍部の傀儡となった。日中関係はその後も悪化を続け、1937年に盧溝橋事件をきっかけに日中戦争が始まった。日支両国とも宣戦布告を行わず、大日本帝国は支那事変と称した。中華民国では国民党と共産党の内戦を一時中断させ第二次国共合作をおこない、統一抗日戦線を張った。大日本帝国は1941年に アメリカ合衆国などと開戦した (太平洋戦争（大東亜戦争）。大日本帝国は大東亜共栄圏を主張し東アジアから東南アジアの広い地域に向けて軍を展開した。日本軍は緒戦は勝利を収めたが、ミッドウェー海戦以降、太平洋での作戦で敗北を重ね、1945年に原子爆弾が投下された。ソビエト連邦は大日本帝国と中立条約を結んでいたが、8月8日に満州や日本に侵攻を開始し、千島列島と樺太を占領した。大日本帝国の降服に伴い満州国が滅亡し、台湾は中華民国に割譲され、朝鮮半島は連合国が管理することになった。
中国大陸では再度国共内戦が行われ、中共軍は、工場の多く残る満州を足掛かりに、ソ連からの支援を得て勝利を収め、中華人民共和国が成立した。一方、国民党政府は台湾に移り、現在も両岸問題は継続されている。
日本は、1946年の日本国憲法の制定など改革を進め、1951年の日米安全保障条約で日米同盟を結んだ。また、進出したアジアの国家に対し多額の賠償を行った。その後、経済復興をとげ、経済大国に躍進した。
朝鮮半島はアメリカ合衆国とソビエト連邦により南北に分割され、それぞれ大韓民国と朝鮮民主主義人民共和国が建国された。その後、北朝鮮の南への侵攻により朝鮮戦争が勃発した。韓国と北朝鮮は1950年から1953年の朝鮮戦争で戦い今も休戦状態にある。南北朝鮮の関係は、戦後は劣悪なものであったが、近年は韓国側の歩み寄りで関係の改善が見られる。
現在の東アジアは北朝鮮を除いて経済が発展し、各国の交流も深まっているが、台湾の帰属を巡る台湾問題、北朝鮮の核開発問題、日本人拉致問題などの課題がある。

## 年表

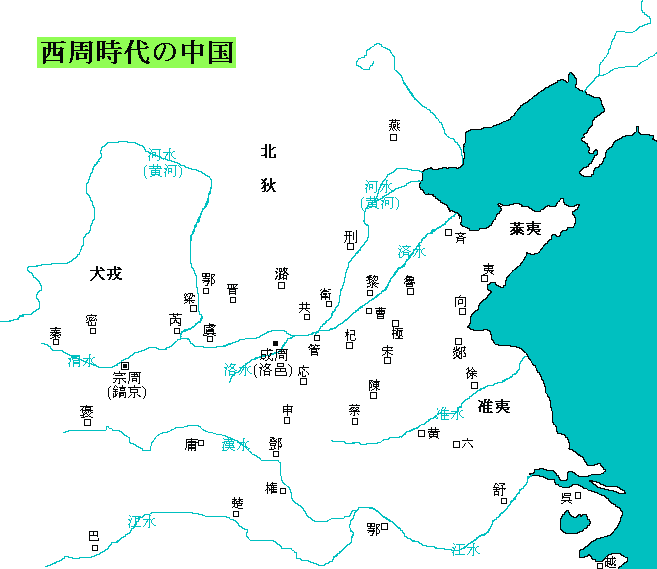
周

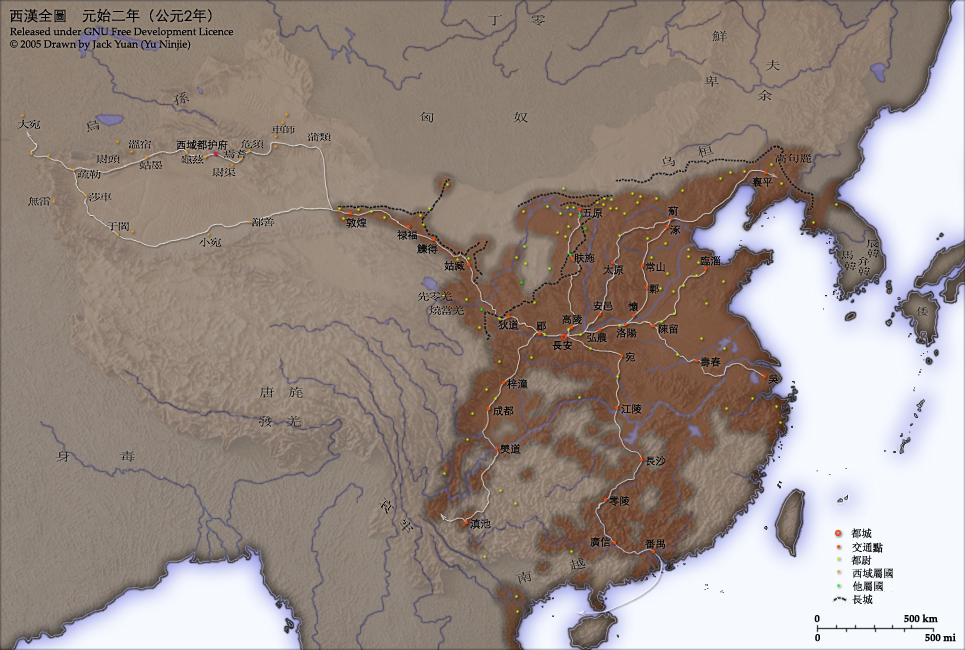
前漢

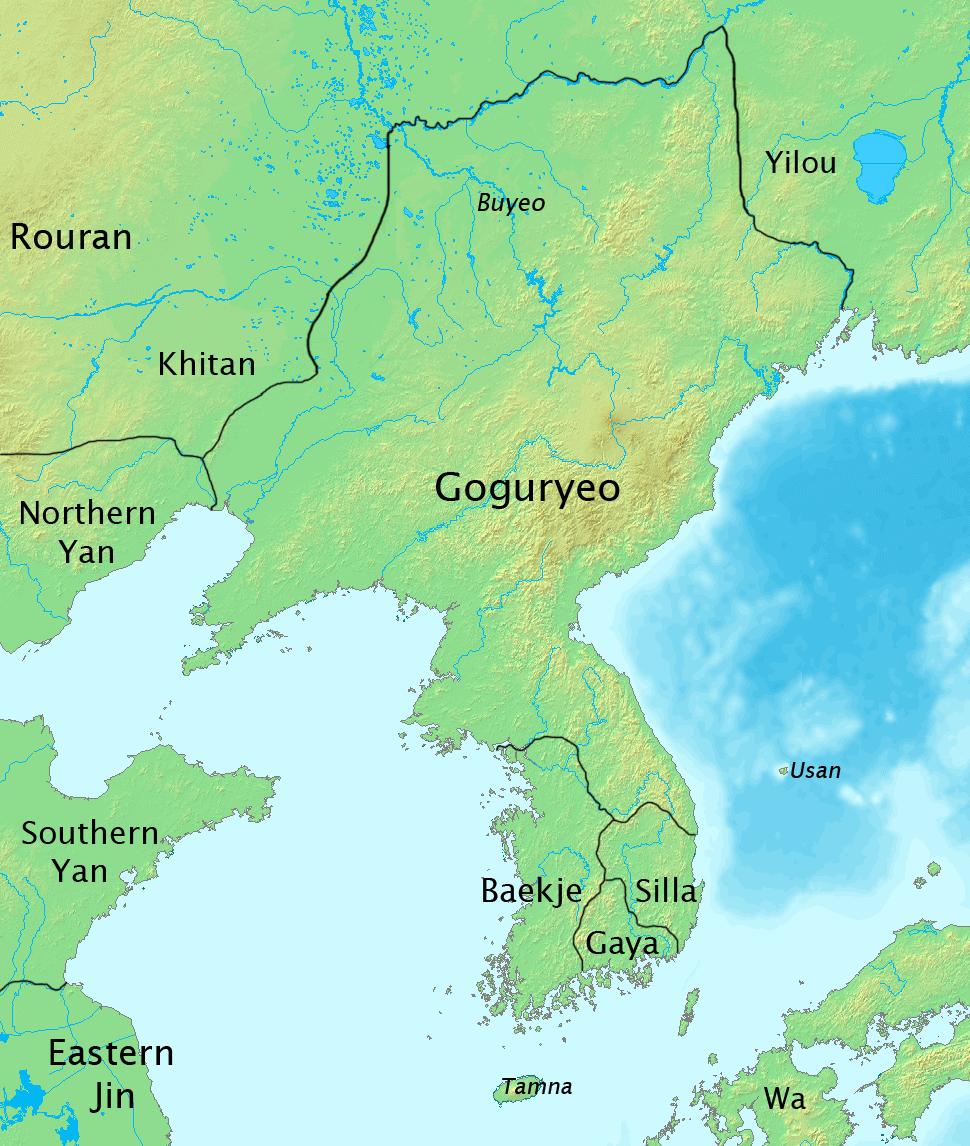
5世紀

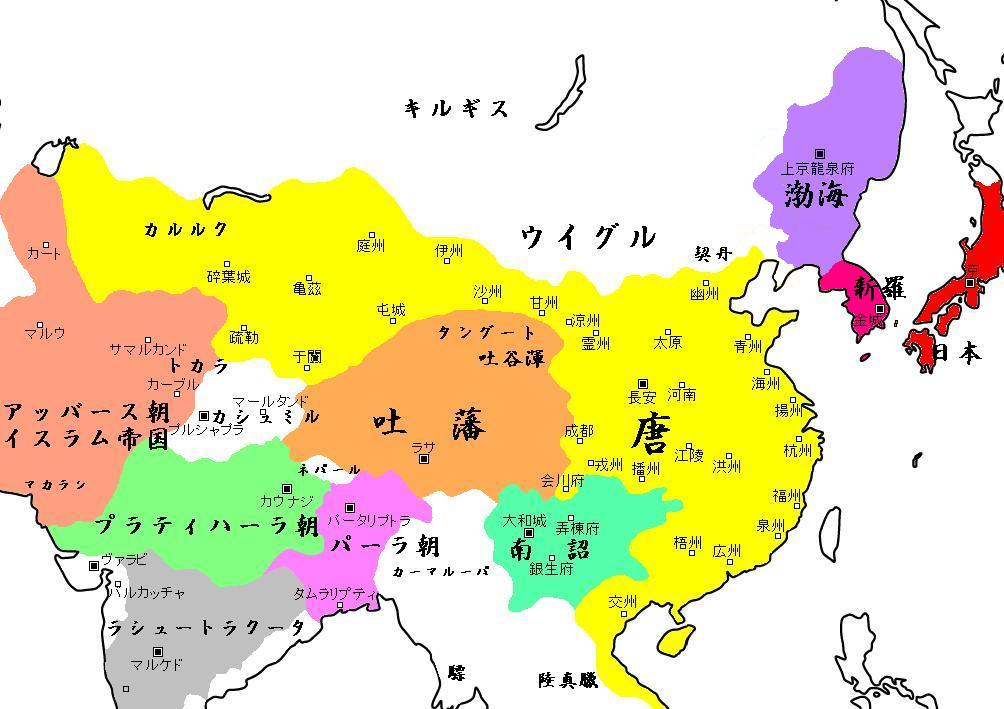
8世紀前半

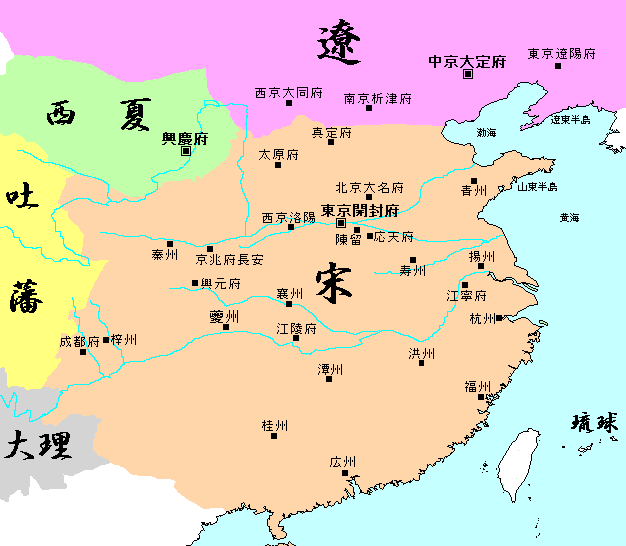
11世紀

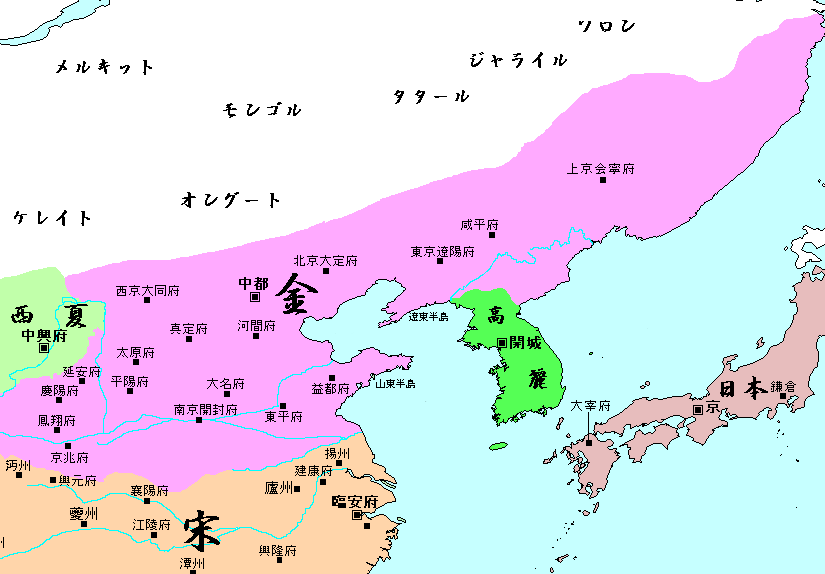
12世紀中頃

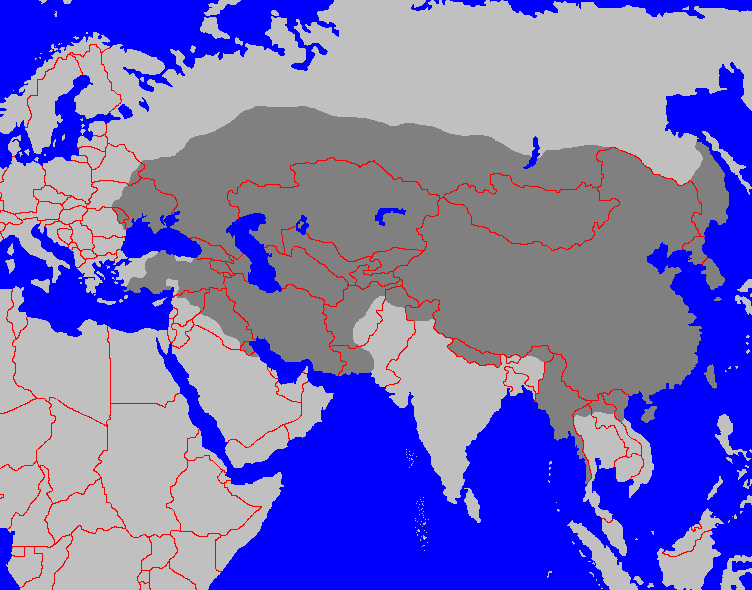
モンゴル帝国

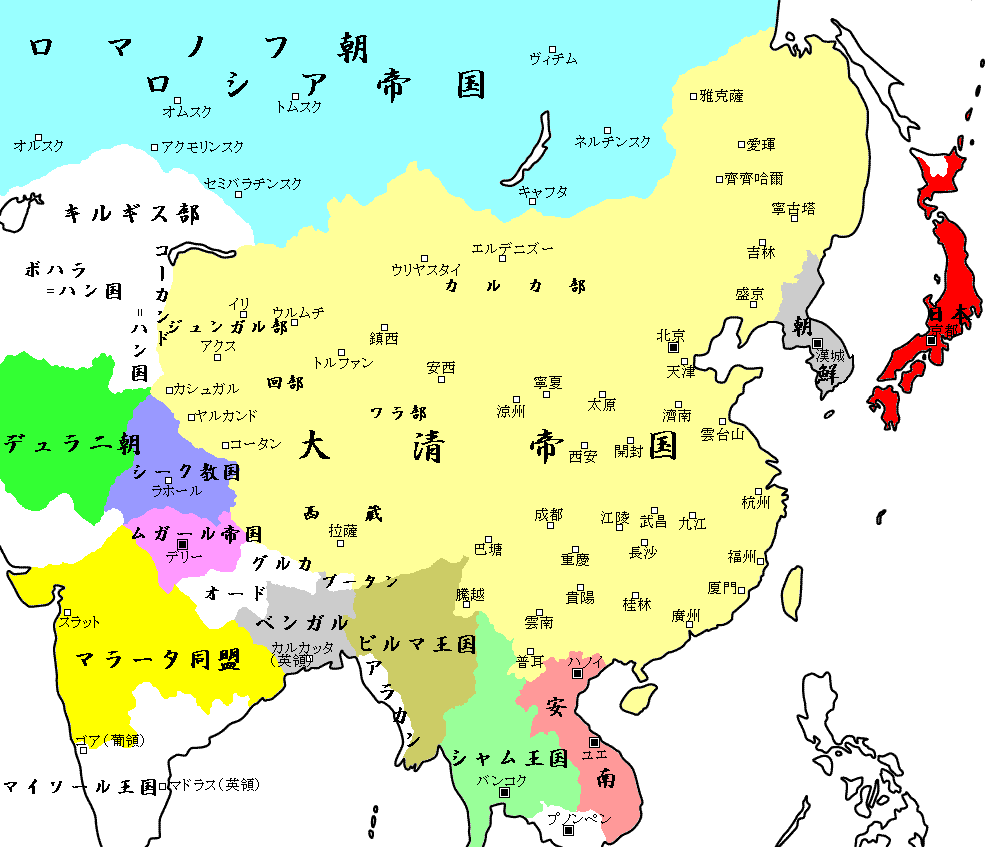
18世紀

| 西暦             | 事柄 |
| ---------------- | --- |
| 紀元前500000年頃 | 北京原人が現在の華北地域に生息する |
| 紀元前90000年頃  | 日本列島地域に人類が移住到達する |
| 紀元前14500年頃  | 日本では縄文時代が起こる |
| 紀元前14000年頃  | 長江文明が起こる |
| 紀元前7000年頃   | 黄河文明が起こる |
| 紀元前2070年頃   | 夏が起こる |
| 紀元前1600年頃   | 夏滅亡。殷建国 |
| 紀元前1046年     | 殷滅亡。周建国 |
| 紀元前771年      | 西周から東周に変わり、春秋戦国時代に入る |
| 約紀元前500年    | 儒教が生まれる |
| 紀元前221年      | 秦が中国を統一 |
| 紀元前214年      | 華北に万里の長城が着工される |
| 紀元前209年      | 陳勝・呉広の乱 |
| 紀元前206年      | 秦滅亡。西楚と前漢が分裂し楚漢戦争が始まる |
| 紀元前202年      | 西楚滅亡。前漢建国 |
| 紀元前197年      | 朝鮮半島に衛氏朝鮮建国 |
| 紀元前140年      | 前漢の張騫が西域に出発し領土拡大 |
| 紀元前108年      | 衛氏朝鮮滅亡。楽浪郡設置 |
| 紀元前100年頃    | 朝鮮半島に三韓が設置される |
| 紀元前37年       | 朝鮮半島に高句麗が建国 |
| 紀元前18年       | 朝鮮半島に百済が建国 |
| 8年              | 前漢滅亡。新設置 |
| 23年             | 新滅亡。後漢設置 |
| 57年             | 倭の奴国王が後漢に入貢し、光武帝より「漢委奴国王」の印綬を下賜される |
| 64年             | 西域から、後漢へ仏教伝来と推測されている |
| 184年            | 黄巾の乱が起こる、三国時代のきっかけとなる |
| 200年            | 官渡の戦いが起こり、曹操が華北地方を制圧する |
| 208年            | 赤壁の戦いが起こり、三国時代が確立する |
| 220年            | 後漢滅亡、魏建国 |
| 221年            | 四川に蜀が魏から独立 |
| 222年            | 江南に呉が魏から独立し三国時代が成立する |
| 225年            | 諸葛亮が国内を南征する |
| 228年            | 諸葛亮が北伐を開始する(以後5度行う) |
| 234年            | 五丈原の戦いが起こるが諸葛亮の死によって北伐をいったん打ち切られる |
| 239年            | 邪馬台国の卑弥呼が魏に遣使 |
| 263年            | 蜀が魏に降伏し滅亡する |
| 265年            | 魏が滅亡。西晋建国 |
| 266年            | 邪馬台国の台与が西晋に遣使 |
| 280年            | 西晋が呉を滅ぼし中国を統一 |
| 304年            | 前趙建国。五胡十六国時代に入る |
| 313年            | 楽浪郡滅亡 |
| 316年            | 西晋が滅亡し江南へ敗走。東晋建国 |
| 356年            | 朝鮮半島に新羅が辰韓から独立建国 |
| 372年            | 華北から高句麗へ仏教伝来 |
| 420年            | 東晋滅亡、宋建国 |
| 439年            | 北魏が華北を統一、五胡十六国時代の終幕し南北朝時代に入る |
| 538年            | 倭国へ仏教が伝来 |
| 581年            | 隋建国 |
| 589年            | 隋が陳を滅ぼし中国全土統一。南北朝時代の終幕 |
| 598年            | 科挙開始 |
| 607年            | 倭国の聖徳太子が隋に遣使 |
| 618年            | 隋滅亡、唐建国 |
| 630年            | 倭国から第一回遣唐使 |
| 660年            | 百済滅亡 |
| 663年            | 白村江の戦い |
| 668年            | 高句麗滅亡 |
| 701年            | 倭国、国号を日本に改める |
| 710年            | 平城京を遷都 |
| 756年            | 安史の乱 |
| 794年            | 平安京を遷都 |
| 892年            | 新羅分裂、後三国時代に入る |
| 894年            | 日本からの遣唐使が廃止 |
| 907年            | 唐滅亡、五代十国時代に入る |
| 926年            | 渤海滅亡 |
| 935年            | 新羅滅亡 |
| 936年            | 高麗が朝鮮を統一 |
| 960年            | 北宋建国し、五代十国時代の終幕 |
| 1019年           | 刀伊の入寇 |
| 1125年           | 遼滅亡 |
| 1127年           | 靖康の変で華北に金が建国し、北宋は江南へ敗走し南宋となる |
| 1159年           | 平治の乱が起こり平氏の勢力が拡大し武家政権の先賭けとなる |
| 1173年           | 平清盛が日宋貿易を起こす |
| 1185年           | 壇ノ浦の戦いで平氏が滅亡する |
| 1187年           | 琉球王朝の舜天王統が建国する |
| 1192年           | 鎌倉幕府開府 |
| 1206年           | チンギス・ハーンがモンゴルを統一しモンゴル帝国を建国 |
| 1211年           | モンゴル帝国が華北を支配 |
| 1227年           | モンゴル帝国が西夏を滅ぼす |
| 1234年           | モンゴル帝国が金を滅ぼす |
| 1259年           | モンゴル帝国が高麗を従属国にする。琉球王朝の舜天王統が滅び英祖王統が建国 |
| 1271年           | モンゴル帝国が国名を元に改名 |
| 1274年           | 文永の役 |
| 1279年           | 元が南宋を滅ぼす |
| 1281年           | 弘安の役 |
| 1291年           | 元が琉球に侵攻 |
| 1333年           | 鎌倉幕府滅亡 |
| 1338年           | 室町幕府開府 |
| 1350年頃         | 倭寇が東シナ海岸に活発する（～1550年頃まで） |
| 1351年           | 紅巾の乱が起こる |
| 1368年           | 元北走。明建国 |
| 1372年           | 明に海禁が出す |
| 1388年           | 北元が滅亡しタタール・オイラートに国が分裂 |
| 1392年           | 高麗滅亡。李氏朝鮮建国 |
| 1401年           | 足利義満が日本国王に冊封される。日明貿易開始 |
| 1407年           | 琉球の王朝第一尚氏が起こる |
| 1419年           | 応永の外寇 |
| 1442年           | 土木の変 |
| 1457年           | コシャマインの戦い |
| 1467年           | 応仁の乱が起こり戦国時代の先賭けとなる |
| 1469年           | 琉球王国で第二尚氏が起こる |
| 1510年           | 三浦の乱 |
| 1517年           | ポルトガル船が明に来航 |
| 1543年           | ポルトガル人が日本の種子島に上陸し鉄砲を伝来し南蛮貿易の先賭けとなる |
| 1549年           | イエズス会が来日しキリスト教を伝来 |
| 1582年           | イエズス会が明に渡りキリスト教を伝来 |
| 1587年           | 豊臣秀吉がバテレン追放令を出す |
| 1590年           | 豊臣秀吉が日本全土を統一 |
| 1592年           | 文禄の役 |
| 1596年           | サン＝フェリペ号事件が起こる |
| 1597年           | 慶長の役 |
| 1600年           | イギリス・オランダの貿易商人が日本に上陸。関ヶ原の戦い |
| 1603年           | 江戸幕府開府 |
| 1607年           | 江戸幕府への朝鮮通信使開始 |
| 1609年           | 薩摩藩が琉球王国第二尚氏を占領し従属国にする |
| 1614年           | 江戸幕府がキリシタン禁止令をだす |
| 1616年           | 後金が明から独立する |
| 1617年           | 鳥取藩の町人が日本海に浮かぶ竹島を発見 |
| 1624年           | オランダが台湾を占領し現地にオランダ東インド会社を設立 |
| 1636年           | 後金が国号を清に改名。丙子の役。オイラートがチベットに侵攻し征服 |
| 1637年           | キリシタンの反乱による島原の乱が起こる。チベットにモンゴル民族によるグシ・ハンを建国                                                                                               |
| 1639年           | 日本が鎖国を開始 |
| 1644年           | 清が明を滅ぼす |
| 1662年           | 台湾がオランダのオランダ東インド会社を攻撃独立し鄭氏政権を築く |
| 1669年           | シャクシャインの戦い |
| 1670年           | 紀州藩の蜜柑船が小笠原諸島を発見 |
| 1683年           | 清が台湾を占領する |
| 1689年           | 清がロシアとのネルチンスク条約が結ばれる |
| 1692年           | 日本と朝鮮の間に竹島をめぐる領土問題が発生（竹島一件） |
| 1724年           | 清がチベットに侵攻しグシ・ハンを滅亡させる |
| 1727年           | 清がロシアとのキャフタ条約が結ばれる |
| 1784年           | 李氏朝鮮に清からキリスト教が伝来 |
| 1789年           | クナシリ・メナシの戦い |
| 1792年           | ロシア船が蝦夷地の根室に上陸 |
| 1808年           | フェートン号事件 |
| 1811年           | 江戸幕府への朝鮮通信使終了。ゴローニン事件 |
| 1825年           | 江戸幕府への異国船打払令が出される |
| 1837年           | モリソン号事件 |
| 1840年           | 阿片戦争 |
| 1842年           | 南京条約 |
| 1844年           | 望厦条約。黄埔条約 |
| 1847年           | 太平天国の乱 |
| 1853年           | アメリカ合衆国艦隊が日本に来航（ペリー来航） |
| 1854年           | 日米和親条約 |
| 1858年           | 日米修好通商条約。天津条約 |
| 1860年           | 北京条約 |
| 1867年           | 王政復古 |
| 1871年           | 日清修好条規 |
| 1875年           | 江華島事件。千島・樺太交換条約 |
| 1876年           | 日朝修好条規。小笠原諸島を日本の領有とする |
| 1879年           | 琉球処分が下される |
| 1882年           | 壬午事変 |
| 1884年           | 清仏戦争。甲申政変 |
| 1885年           | 天津条約 (日清)。天津条約 (清仏) |
| 1886年           | ノルマントン号事件 |
| 1890年           | 大日本帝国憲法公布 |
| 1894年           | 日清戦争。日英通商航海条約→日本が欧米諸国に対しての治外法権撤廃に成功 |
| 1895年           | 下関条約で日本が台湾・澎湖諸島・遼東半島を獲得。三国干渉で遼東半島を領土剥奪 |
| 1897年           | 大韓帝国建国 |
| 1899年           | 門戸開放通牒が起こる |
| 1900年           | 義和団の乱 |
| 1901年           | 北京議定書で欧米諸国が清の大半を獲得 |
| 1902年           | 日英同盟締結 |
| 1904年           | 日露戦争 |
| 1905年           | 日本海海戦。ポーツマス条約。第二次日韓協約 |
| 1906年           | 韓国統監府設置 |
| 1910年           | 日韓併合 |
| 1911年           | 辛亥革命。日本での欧米列強へ関税自主権を得る |
| 1912年           | 中華民国建国。清滅亡、 |
| 1913年           | 第一次世界大戦 |
| 1915年           | 日本政府が対華21カ条の要求を出す |
| 1919年           | 三・一独立運動。五四運動 |
| 1922年           | モンゴルがソビエトから独立 |
| 1926年           | 中国の国民党が北伐を開始 |
| 1928年           | 南京国民政府樹立 |
| 1929年           | 世界大恐慌が起こる |
| 1931年           | 満州事変 |
| 1932年           | 満州国建国。第一次上海事変 |
| 1937年           | 盧溝橋事件。日中戦争勃発。第二次国共合作 |
| 1939年           | ノモンハン事件 |
| 1940年           | 日独伊三国軍事同盟 |
| 1941年           | 皖南事変。日ソ中立条約。真珠湾攻撃。太平洋戦争（大東亜戦争）勃発。マレー沖海戦 |
| 1942年           | ミッドウェー海戦。ガダルカナル島の戦い |
| 1945年           | 硫黄島の戦い。東京大空襲。沖縄戦。原子爆弾投下。ソ連対日参戦。ポツダム宣言。日本の降伏文書調印。台湾・満州が日本から中国に返還。朝鮮が南北に挟んでアメリカ。ソビエトの保護国となる |
| 1946年           | 日本国憲法公布。第一次インドシナ戦争が起こる |
| 1948年           | 大韓民国独立建国。朝鮮民主主義人民共和国独立建国 |
| 1949年           | 中華人民共和国建国。中華民国が台湾移転 |
| 1950年           | 朝鮮戦争 |
| 1951年           | サンフランシスコ平和条約。日米安全保障条約 |
| 1952年           | 日華平和条約 |
| 1954年           | 第一次インドシナ戦争が終結し、ベトナム民主共和国がフランスから独立 |
| 1958年           | 大躍進政策 |
| 1960年           | ベトナム戦争が起こる |
| 1964年           | 東京オリンピック |
| 1965年           | 日本国と大韓民国との間の基本関係に関する条約 |
| 1966年           | 文化大革命 |
| 1968年           | 小笠原諸島返還 |
| 1969年           | 中ソ国境紛争 |
| 1970年           | よど号ハイジャック事件 |
| 1972年           | 日中国交正常化。札幌オリンピック。沖縄返還 |
| 1975年           | ベトナム戦争終結し、南北ベトナムが統一 |
| 1979年           | 中越戦争。東京サミット |
| 1987年           | 大韓航空機爆破事件 |
| 1988年           | ソウルオリンピック |
| 1989年           | 六四天安門事件 |
| 1997年           | 香港返還 |
| 1998年           | 長野オリンピック、北朝鮮が弾道ミサイルテポドンを日本列島沖に発射 |
| 1999年           | マカオ返還 |
| 2000年           | 南北首脳会談 |
| 2002年           | 瀋陽総領事館北朝鮮人亡命者駆け込み事件。2002 FIFAワールドカップが日本・韓国で共同開催。日朝首脳会談                                                                                |
| 2003年           | ウイルスSARSが北京・香港で大流行。中国の有人宇宙飛行神舟5号が宇宙に打ち上げ成功 |
| 2006年           | 北朝鮮が日本海に弾道ミサイルを発射。北朝鮮が核実験実施 |
| 2008年           | 北京オリンピック。四川大地震 |
| 2010年           | 中華人民共和国が国民総生産で日本を抜き世界第2位となる。尖閣諸島中国漁船衝突事件が起こる。                                                                                          |
| 2011年           | 東日本大震災が起こる。 |